# Johannes V. Dressel

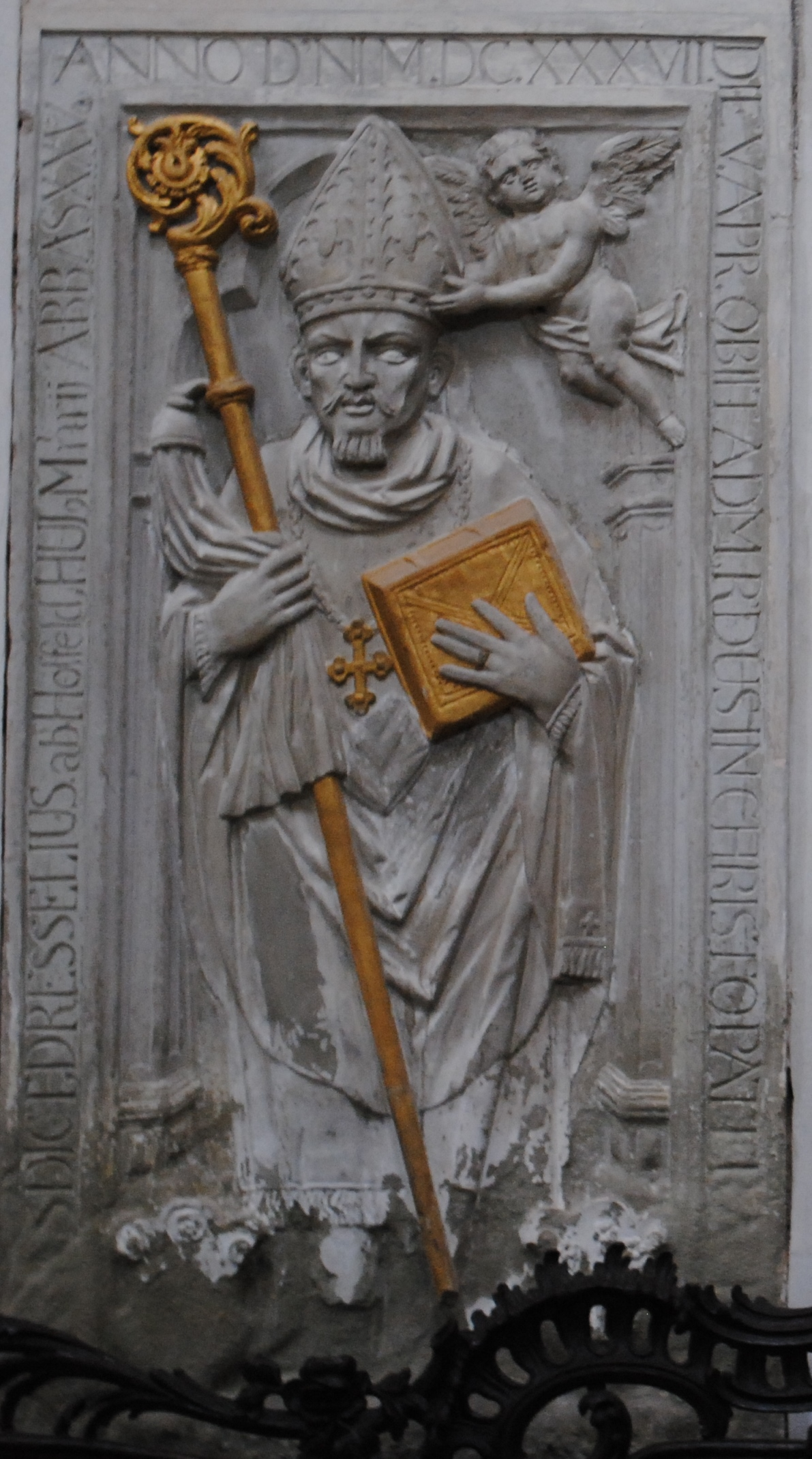
Das Epitaph des Johannes V. Dressel

Johannes V. Dressel (auch Johann Dressel; * in Hollfeld; † 16. April 1637 in Ebrach) war von 1618 bis 1637 Abt des Zisterzienserklosters in Ebrach.

## Leben

### Abt und Generalvikar
Johannes Dressel wurde, wohl gegen Ende des 16. Jahrhunderts, in Hollfeld bei Bamberg im heutigen Oberfranken geboren. Über die Familie des jungen Johannes schweigen die Quellen, auch die Ausbildung des späteren Abtes ist nichts Genaues bekannt. Erst im Kloster Ebrach wird er wiederum fassbar. Johannes Dressel bekleidete hier vor seiner Wahl das Amt des Subpriors und stieg später zum Prior, zum Stellvertreter des Abtes, auf.
Nach dem Tod seines Vorgängers Kaspar Brack im Frühjahr 1618, wählte man den Priester Johannes bald darauf zum achtunddreißigsten Abt Johannes V. Schnell wurde er vom Generalabt Nicolas II. Boucherat zum Generalvikar für die fränkischen Zisterzienserkloster ernannt. Gleichzeitig begann Dressel viele Bauten in den Klosterdörfern auszuführen. So baute er den Ebracher Hof in Mainstockheim neu, ebenso erneuerte er den Hof in Rödelsee. Außerdem wurde die Magdalenenkappel bei Büchelberg durch Johannes V. erbaut.
Zusätzlich erwarb Johannes Dressel einige Güter für sein Kloster, darunter das Schloss Koppenwind von den Herren von Rotenhan. Für die Klosterkirche ließ er den Bernhardsaltar errichten. Johannes Dressel stand in engem Austausch mit Kaiser Ferdinand II. Der Kaiser ernannte ihn, zusammen mit dem Bischof von Bamberg und einigen Reichsgrafen, zum Kommissar, der für die Rückgewinnung der Güter zuständig war, die die Lutheraner der katholischen Kirche genommen hatten.
Johannes Dressel begann bei seiner Arbeit mit der Kartause Grünau, die er dem Kartäuserorden zurückgeben konnte. Nun plante man die ehemalige Prämonstratenserabtei Schäftersheim für den Orden zurückzugewinnen und die Pfarrkirche St. Johannis in Schweinfurt ans Würzburger Kollegiatstift Haug abzugeben. Die Planungen kamen jedoch nie zur Ausführung, da 1631 die evangelischen Schweden die Hauptstadt des Hochstifts Würzburg besetzten.

### Schwedenzeit und Exil
Der Abt unterwarf sich daraufhin den neuen Herrschern, um Schäden am Kloster zu verhindern. So erreichte er, dass die Abtei zunächst unter schwedischen Schutz gestellt wurde. Den Klosterschatz ließ er aber in den Ebracher Hof nach Würzburg bringen, wo dieser entdeckt und geraubt wurde. Im Winter 1631 bezog das schwedische Regiment Wetzhausen im Kloster Quartier und verlangte vom Abt eine hohe Summe. Als Johannes Dressel trotz mehreren Verhandlungen nicht zahlen konnte, brach er zum Anführer des Regiments nach Schweinfurt auf.
Hier nahmen die Bürger der Stadt den Abt gefangen und forderten von ihm, das Klosteramt Weier und den Ebracher Hof an die Stadt abzutreten. Inzwischen kämpften im Steigerwald einige Bauernhaufen unter dem Herren Bäuerlein gegen die Schweden und schafften es kurzzeitig das Kloster zu befreien. Nach ihrer baldigen Niederschlagung wurde Johannes Dressel für die Zerstörungen der aufständischen Bauern verantwortlich gemacht, die Stadt Schweinfurt erhielt das Amt Weyer.
Die Schweden ernannten mit dem Herren von Künsberg einen eigenen Verwalter für das Kloster. Nun floh Johannes Dressel ins Schwesterkloster Himmerod in der Eiffel. In Mainz setzte man ihn fest, um die verschollenen Klosterdokumente zu erlangen, konnte aber beim Abt nichts finden. Von Himmerod reiste Dressel weiter nach Koblenz, später Köln und kehrte erst nach dem Ende der Schwedenherrschaft in Franken 1636 zurück. Der Konvent war bei seiner Rückkehr verarmt. Abt Johannes V. Dressel starb am 5. April 1637.

## Wappen
Das persönliche Wappen des Johannes Dressel ist aus einer Wappenbeschreibung der 1970er Jahre überliefert. Das beschriebene Wappen befand sich auf dem Epitaph in der Klosterkirche und ist heute unleserlich. Zusätzlich wurde es am Ebracher Hof in Mainstockheim angebracht. Beschreibung: Drei von einem Kranz umwundene Blumen. Die Tingierung des Wappens ist unklar.